# フェアポート・コンヴェンション (アルバム)
| 専門評論家によるレビュー | 専門評論家によるレビュー |
| レビュー・スコア         | レビュー・スコア         |
| 出典                     | 評価                     |
| ------------------------ | ------------------------ |
| オールミュージック       | [ 1 ]                    |

『フェアポート・コンヴェンション』 (英語: Fairport Convention) は、フェアポート・コンヴェンションのデビュー・アルバム。1967年に結成されたバンドは、リチャード・トンプソン （ギター）、サイモン・ニコル （ギター）、アシュリー・”タイガー”・ハッチングス（ベース）、ショーン・フレイター（ドラム）というオリジナル・メンバーでスタートしたが、ドラムのフレイターは最初のギグの後でマーティン・ランブルと交代した。その後まもなくジュディ・ダイブル （ボーカル）が参加し、サヴィル・シアターでのブライアン・エプスタインのサンデー・コンサートの1つに出演してロンドンでメジャー・デビューした後には、後にイアン・マシューズとして知られることになるイアン・マクドナルドが参加した。
ジェファーソン・エアプレインによる最初の2枚のアルバムに強く影響されたアプローチで、後にグループが有名になったエレクトリックなトラディショナル・フォークとは対照的なもので、デビュー・アルバムではエミット・ローズ、ジョニ・ミッチェル、ジム&ジャンの曲、ジョージ・ペインターの詩の改作やボブ・ディランの楽曲と何曲かのオリジナルを扱っている。
このアルバムは ジュディ・ダイブルが歌うフェアポート・コンヴェンションの唯一のスタジオ・アルバムである。ダイブルは1968年に離脱し、代わってサンディ・デニーが加わることになったが、バンドでの短い時間の間に特に実際に歌を歌わないときは布巾やスカーフを編むという彼女の舞台上の習慣を通して印象づけた。
このアルバムはA&Mレコード版の『Fairport Convention』と混乱すべきではなく、A&M版『Fairport Convention』は、イギリスでのセカンド・アルバム『ホワット・ウィー・ディド・オン・アワ・ホリデイズ』のタイトルを変更したもののことである。英国ポリドールの製品としてリストされている最初のアルバムは、最終的に1970年になって「コティリオン・レコード」から米国でリリースされた。 

## トラックリスト
| #  | タイトル                                                                            | 作詞 | 作曲・編曲 | 時間 |
| -- | ----------------------------------------------------------------------------------- | ---- | ---------- | ---- |
| 1. | 「タイム・ウィル・ショウ・ザ・ワイザー Time Will Show the Wiser」(エミット・ローズ) |      |            | 3:05 |
| 2. | 「私はどこにいるの I Don't Know Where I Stand」(ジョニ・ミッチェル)                 |      |            | 3:45 |
| 3. | 「イフ If(Stomp)」(イアン・マクドナルド、リチャード・トンプソン)                    |      |            | 2:45 |
| 4. | 「デカメロン Decameron」(ポール・ゴーシュ、アンドリュー・ホーヴィッチ、トンプソン)  |      |            | 3:42 |
| 5. | 「ジャック・オ・ダイアモンド Jack O'Diamonds」(ボブ・ディラン、ベン・カラザース)    |      |            | 3:30 |
| 6. | 「ポートフォリオ Portfolio」(ジュディ・ダイブル、タイガー・ハッチングス)            |      |            | 2:00 |

| #   | タイトル                                                                          | 作詞 | 作曲・編曲 | 時間 |
| --- | --------------------------------------------------------------------------------- | ---- | ---------- | ---- |
| 7.  | 「チェルシーの朝 Chelsea Morning」(ジョニ・ミッチェル)                            |      |            | 3:06 |
| 8.  | 「太陽の影 Sun Shade」(ゴーシュ、ホーヴィッチ、トンプソン)                        |      |            | 3:50 |
| 9.  | 「ざりがに The Lobster」(ジョージ・ペインター、ハッチングス、トンプソン)          |      |            | 5:25 |
| 10. | 「それは魔法 It's Alright Ma, It's Only Witchcraft」(ハッチングス、トンプソン)    |      |            | 3:12 |
| 11. | 「ワン・シュアー・シング One Sure Thing」(ハーベイ・ブルック、ジム・グローヴァー) |      |            | 2:50 |
| 12. | 「挫折 M.1 Breakdown」(ハッチングス、サイモン・ニコル)                            |      |            | 1:22 |

| #   | タイトル                                                                                         | 作詞 | 作曲・編曲 | 時間 |
| --- | ------------------------------------------------------------------------------------------------ | ---- | ---------- | ---- |
| 13. | 「スザンヌ Suzanne」(レナード・コーエン)                                                         |      |            | 5:48 |
| 14. | 「イフ・アイ・ハド・ア・リボン・バウ If I Had a Ribbon Bow」(ヒューイ・プリンス、ルー・シンガー) |      |            | 2:44 |
| 15. | 「モーニング・グローリー Morning Glory」(ラリー・ベケット、ティム・バックリィ)                   |      |            | 3:13 |
| 16. | 「レノ、ネヴァダ Reno, Nevada」(リチャード・ファリーニャ)                                        |      |            | 7:43 |

## パーソネル

### フェアポート・コンヴェンション
- ジュディ・ダイブル – リードボーカル、エレクトリックとアコースティックのオートハープ、リコーダー、ピアノ
- イアン・マクドナルド – リードボーカル、ジューズ・ハープ
- リチャード・トンプソン – ボーカル、リードエレクトリックおよびアコースティックギター、マンドリン
- サイモン・ニコル – ボーカル、エレクトリック12および6弦およびアコースティックギター
- アシュリー・ハッチングス – ベース、ジャグ、コントラバス
- マーティン・ランブル – パーカッション、ヴァイオリン

### 追加パーソネル
- クレア・ローサー– チェロ